# Russell 1
Komet 83P/Russell , znan tudi kot Russell 1 ali  83D/Russell , je periodični komet z obhodno dobo okoli 6,1 let.
 Komet pripada Jupitrovi družini kometov .

## Odkritje
Komet je 16. junija 1979 odkril avstralski astronom Kenneth S. Russell z uporabo Schmidtovega teleskopa na Observatoriju Siding Spring v Avstraliji .

## Lastnosti
Komet je bil odkrit leta 1979. Ob odkritju je Russell ocenil magnitudo na vrednost med 17 in 18. Naslednje opazovanje je bilo možno še v letu 1985. Od takrat ga niso več videli. Zaradi tega ga nekateri prištevajo med izgubljene komete (oznaka 83D/Russell 1). Ponovno ga pričakujejo v letu 2013 .
Kazuo Kinošita je izračunal, da se je komet v letu 1979 zelo približal Jupitru. Pri naslednjem obhodu leta se je Jupitru leta 1988 zopet zelo približal in njegova razdalja prisončja se je zelo povečala (na 2,2 a.e.) .